# Leucospis morawitzi
Leucospis morawitzi is een vliesvleugelig insect uit de familie Leucospidae. De wetenschappelijke naam is voor het eerst geldig gepubliceerd in 1890 door Schletterer.